# Colastiné Norte
Colastiné Norte es un Barrio de la ciudad de Santa Fe, Argentina, cercano a San José del Rincón, perteneciente al Distrito Costa. En 2022, contaba con una población estimada en 28100 habitantes.

## Parroquias de la Iglesia católica en Colastiné Norte
| Arquidiócesis | Santa Fe de la Vera Cruz |
| ------------- | ------------------------ |
| Parroquia     | Nuestra Señora de Belén  |